# Csonka Szilvia
Csonka Szilvia (Szolnok, 1976. november 26. –) Domján Edit-díjas magyar színésznő, a Weöres Sándor Színház alapító tagja.

## Életpályája
1995-ben érettségizett, majd egy évvel később technikusi vizsgát is tett. 1996-tól a Bárka Színház Stúdiójában játszott, majd 2000-ben felvételt nyert a Színház- és Filmművészeti Egyetemre, színész szakra. Az egyetemen 2004-ben végzett Hegedűs D. Géza osztályában, és a Vígszínházhoz szerződött. 2008 óta a szombathelyi Weöres Sándor Színházban játszik, melynek alapító tagja. A közönség láthatta már a Katona József Színház, a Radnóti Miklós Színház és a Thália Színház darabjaiban, fellépett a Gózon Gyula Kamaraszínház és a Pesti Színház deszkáin is. 2011-ben Holdbeli csónakos-díjat kapott, 2012-ben Domján Edit-díjjal tüntették ki. Színpadi fellépései mellett filmszerepeket is vállal.

## Színházi szerepei
- Kukorelly Endre: Élnek még ezek?....Lili
- Vinnai András-Bodó Viktor: Motel
- William Shakespeare: Rómeó és Júlia....Júlia
- Shakespeare: Hamlet....Gertrud
- Shakespeare – Mohácsi János: Szentivánéji álom....Hermia
- Madách Imre: Az ember tragédiája....Éva
- Darvasi László: Trapiti....Trapiti
- Örkény István: Tóték....Ágika
- Füst Milán: Máli néni....Margit
- Heltai Jenő – Mohácsi János: Naftalin....Ilka
- Szép Ernő: Lila ákác....Hédi, táncosnő
- Bertolt Brecht: Kurázsi mama és gyermekei....Kattrin, néma leánya
- Edward Albee: Nem félünk a farkastól....Honey
- Dés László-Geszti Péter-Békés Pál: A dzsungel könyve....Túna
- Molnár Ferenc: Az üvegcipő....Irma
- Molnár Ferenc: Harmónia....Marianne
- Molnár Ferenc: Liliom....Juli
- Petőfi Sándor: János vitéz
- Molière: Képzelt beteg....Lujzácska
- Molière: Tartuffe....Dorine
- Molière: A nők iskolája....Ágnes, Arnolphe nevelt lánya
- Kornis Mihály: Körmagyar....Édes kislány
- Zöldi Gergely: Négy lába van a lónak, mégis megbotlik....Masenyka
- Martin McDonagh: Vaknyugat....Kicsilány, Kelleher
- Martin McDonagh: A kripli....Eileen
- F. H. Burnett– Jeles András: A kis lord....Mrs. Errol; Maggie
- Dosztojevszkij-Arnold Wesker: Lakodalom....Emily White
- Czukor Balázs-Máthé Zsolt-Vinnai András-Bodó Viktor: Metro
- Simon Balázs: Szorongás Orfeum
- Publius Ovidius Naso: Istenek gyermekei
- Vajda Katalin – Valló Péter – Fábri Péter: Anconai Szerelmesek....Lucia
- Anton Pavlovics Csehov: Cseresznyéskert....Ánya
- Mihail Ugarov: Oblom-off....Psenyicina
- Czukor show....Vígh Mónika
- Czukor Balázs – Surányi Nóra: Home Bank....Banki alkalmazott
- Gaal József–Darvas Ferenc–Várady Szabolcs-Bognár Róbert: A peleskei nótárius
- George Bernard Shaw: Pygmalion....Liza
- John Kander – Fred Ebb – Bob Fosse: Chicago....Gajda
- Heltai Jenő: Naftalin....Ilka
- Michael Frayn: Függöny fel/Még egyszer hátulról....Poppy
- Frances Hodgson Burnett: A kis lord....Mrs. Errol
- Dömötör Tamás: Szerelmes Balázs....Mercédesz
- Georges Feydeau – Maurice Desvallieres: A tartalék tartalékos....Kamilla
- Székely Csaba: Vitéz Mihály....Sztanka
- Egressy Zoltán: Három koporsó....Emmi
- Egressy Zoltán – Dömötör Tamás: 9700....több szerep
- Georges Feydeau: Kézről kézre....Sophie
- Georges Feydeau: A hülyéje....Maggi
- Georges Feydeau – M. Desvalliéres – Hamvai Kornél: A tartalék tartalékos....Kamilla
- Heinrich von Kleist: Az eltört korsó....Brigitta asszony
- Háy János: Rák Jóska, dán királyfi....Ágica; Ophelia
- Fjodor Mihajlovics Dosztojevszkij: A félkegyelmű....Aglaja
- Fjodor Mihajlovics Dosztojevszkij: A szelíd teremtés....A nő
- Bertolt Brecht – Kurt Weill: Koldusopera....Frau Peachum
- Voltaire – Vinnai András – Bódi Zsófia – Nagy Péter István: Candide....szereplő
- Tóth Réka Ágnes: Kivilágos kivirradtig....Szalayné Irma

## Rendezése
- Visky András: Pornó (egyszemélyes játék)

## Filmjei
| - Ébredés (1995) - A Hídember (2002) - A Szobádban (2004) - Tóték (2004) - Le a fejjel! (2005) - 2005 Káosz (2005) - Czukor Show (2010) - Berosált a rezesbanda (2013) | - Kisváros (1998) - Presszó (2008) - Legyetek szeretettel (2023) |

## Díjai, elismerései
- Pulcinella-díj (2005)[3]
- Holdbeli csónakos-díj (2011)[4]
- POSzT – Legjobb női epizód (2012)[5]
- Domján Edit-díj (2012)[6]
- Weöres Sándor-díj (2022)